# Sapotaceae
Sapotaceae er en plantefamilie med omkring 65 slægter og ca. 800 arter af stedsegrønne buske og træer, der er udbredt i alle tropiske egne.
Mange af arterne danner spiselige frugter eller har andre, økonomisk betydningsfulde anvendelser. Det drejer sig f.eks. om disse tropiske frugter: "sapodilla" (fra Manilkara zapota). "chicle" (fra Manilkara chicle), "stjerneæble" (fra Chrysophyllum cainito), "Shea" (fra Vitellaria paradoxa) og "australsk blomme" (fra Sideroxylon australe).
Træsorten Nyatoh, der blandt andet bruges til møbler, kommer fra træer i slægterne Palaquium og Payena.
| Slægter |

| - Aningeria - Argania - Aubregrinia - Aulandra - Autranella - Baillonella - Beccariella - Boerlagella - Breviea - Burckella - Capurodendron - Chromolucuma - Chrysophyllum - Delpydora - Diploknema - Diploon - Eberhardtia - Ecclinusa - Elaeoluma - Englerophytum | - Faucherea - Gluema - Inhambanella - Isonandra - Labourdonnaisia - Labramia - Lecomtedoxa - Leptostylis - Letestua - Madhuca - Manilkara - Mastichodendron - Micropholis - Neohemsleya - Neolemonniera - Nesoluma - Niemeyera - Northia - Omphalocarpum - Palaquium | - Payena - Pichonia - Planchonella - Pouteria - Pradosia - Pycnandra - Sarcaulus - Sarcosperma - Sersalisia - Sideroxylon - Mirakelbær-slægten (Synsepalum) - Tieghemella - Tridesmostemon - Tsebona - Van-royena - Vitellaria (smørtræ) - Vitellariopsis - Xantolis |